# Seznam zaniklých států v Evropě
Tento seznam obsahuje všechny zaniklé a tak již neexistující státy v Evropě, společně s daty, kdy vznikly a zanikly.

## Zaniklé unie
- Dánsko-islandská unie (1918–1944)
- Dánsko-norská unie (1380–1536)
- Habsburská monarchie (od 1867 Rakousko-Uhersko) (1526–1918)
- Kalmarská unie (1397–1523)
- Kastilsko-aragonská unie (1479–1516)
- Nizozemsko-lucemburská unie (1815/30–1890)
- Polsko-litevská unie (1386–1795)
- Rusko-polská unie (1815–1830)
- Spojené království nizozemské (1815–1830)
- Švédsko-norská unie (1319–1380)
- Švédsko-norská unie (1814–1905)
- Španělsko-portugalská unie (1580–1640)
- Unie Velké Británie a Hannoverska (1714–1837)

## Španělsko a Portugalsko
- Svébská říše (411–585)
- Vizigótská říše (507–711)
- Španělská marka
- Barcelonské hrabství (877/878–1162)
- Aragonské království (zač. 9. století – 1479)
- Mallorské království (1262/1276–1344)
- Asturské království (718–924)
- Leónské království (910–1230)
- Galicijské království (910–914 a 1060–1071)
- Navarrské království (poč. 9. století – 1620)
- Kastilské království (kolem 1000–1479)
- provincie al-Andalus (711–750)
- Córdobský chalífát/emirát (750–1031)
- Taifská království
- Almorávidská říše (1086–1147)
- Almohadská říše (1147–1232)
- Murcijský emirát (1223–1246/1269)
- Murcijské království (1266–1833)
- Granadské království (1232/1238–1492)

## Velká Británie
- Sussex (477–825)
- Essex (527–825)
- Kent (455–871)
- Východní Anglie (520–918)
- Bernicie (6. století – 654)
- Deira (5./6. století – 654/679)
- Northumbrie (653–954)
- Mercie (527–918)
- Wessex (519–927)
- Danelaw (865–954)
- Gwynedd (401–1216)
- Powys (5. století –1160)
- Deheubarth (920–1197)
- Dumnonie (4.–8. století)
- Brycheiniog (450–1045)
- Gwent (5. století – 1075)
- Strathclyde (5. století – 1030)
- Dál Riata (498–850)
- Království Jižních ostrovů (849–1265)
- Alba (9. století – 1286)
- Gwynedd (450–1216)
- Skotské království (843–1707)
- Anglické království (927–1707)
- Waleské knížectví (1216–1536)
- Anjouovská říše (1155–1214)
- Protektorát Anglie, Skotska a Irska (1653–1959)
- Království Velké Británie (1707–1800)
- Spojené království Velké Británie a Irska (1801–1922)

## Belgie a Nizozemsko
- Hollandské hrabství
- Zélandské hrabství
- Brabantské vévodství
- Flanderské hrabství
- Frísko
- Geldernské vévodství
- Henegavské knížectví
- Namurské hrabství
- Limburské vévodství
- Lutyšské biskupství a knížectví

## Itálie
- Odoakerova říše (476–493)
- Ostrogótská říše (493–552)
- Langobardská říše (568–774)
- Italské království (středověk) (772–963)
- Tridentské biskupství a knížectví
- Markrabství Saluzzo
- Montferratské markrabství
- Knížectví Correggio
- Janovská republika
- Pávie
- Pisa
- Milánské vévodství
- Florencie
- Toskánské velkovévodství
- Ferrara
- Urbinské vévodství
- Parmské vévodství
- Knížectví Piombino
- Vévodství Massa
- Modenské vévodství
- Republika Amalfi
- Vévodství Benevento
- Vévodství Salerno
- Vévodství Apulie
- Sicilské království
- Neapolské království
- Království obojí Sicílie
- Verona
- Padova
- Siena
- Republika Bologna
- Vévodství Lucca
- Furlansko
- Hrabství Gorice a Gradiška
- Aquilejský patriarchát
- Benátská republika
- Vévodství Mantova
- Savojské vévodství
- Knížectví Piemont
- Sardinské království
- Pentapolis
- Ravennský exarchát
- Církevní stát

## Francie
- Akvitánské vévodství
- Syagriova říše
- Burgundská říše
- Vizigótská říše (Tolosánské království)
- Normandské vévodství
- Hrabství Maine
- Anjouovské vévodství
- Vévodství Alencon
- Toulouské hrabství
- Bourbonské vévodství
- Hrabství Marche
- Hrabství Angouleme
- Vévodství Champagne
- Gaskoňské vévodství
- Limousinské vikomství
- Hrabství Auxerre
- Burgundské království (Arelatské království)
- Burgundské hrabství
- Burgundské vévodství
- Hrabství Provence
- Hrabství Eu
- Dauphiné
- Bretaňské vévodsví
- Hrabství Auvergne
- Forezské hrabství
- Hrabství Foix
- Hrabství Artois
- Commingeské hrabství
- Oranžské knížectví
- Lotrinsko
- Venaissinské hrabství

## Německo
- Markrabství Nordgau
- Německé království (919–962)
- Svatá říše římská (962–1254/73–1519–1806), později Svatá říše římská národa německého nebo Římsko-německá říše
- Rýnský spolek (1806–1813)
- Německý spolek (1815–1866)
- Severoněmecký spolek (1866–1870)
- Francké vévodství
- Švábské vévodství
- Svinibrodské markrabství
- Šmalkaldský spolek
- Rýnské falckrabství
- Falcké kurfiřtství
- Pasovské biskupství a knížectví
- Řezenské arcibiskupství a knížectví
- Bavorské království (1806–1918)
- Saské království (1806–1918)
- Saská Falc
- Míšeňské markrabství (965–1423)
- Landsberské markrabství
- Durynské lankrabství
- Anhaltské vévodství
- Oldenburské velkovévodství (1180–1946)
- Württemberské království (1806–1918)
- Schaumburské knížectví
- Knížectví Schaumburg–Lippe
- Knížectví Lippe–Detmond
- Reuss
- Meklenbursko
- Mohučské arcibiskupství a kurfiřtství
- Schwarzburg
- Bádensko (1073–1952)
- Sasko-meiningenské vévodství
- Sasko-altenburské vévodství
- Sasko-kobursko-gothajské vévodství
- Sasko-výmarské vévodství (1572–1809)
- Rujánské knížectví
- Pomořanské vévodství
- Salm
- Kolínské arcibiskupství a kurfiřtství (953–1803)
- Trevírské arcibiskupství a kurfiřtství
- Lužice
- Velkovévodství Berg
- Julišsko–klévské vévodství
- Sárské hrabství
- Hohenzollernsko
- Sasko–lauenburské vévodství (1296–1803 a 1814–1876)
- Šlesvické vévodství
- Holštýnské vévodství
- Knížectví Východní Frísko
- Vestfálské království (1807–1813)
- Svobodné město Brémy
- Svobodné město Hamburg
- Svobodné a hanzovní město Lübeck (1226–1810 a 1813–1937)
- Svobodné město Frankfurt nad Mohanem
- Nasavsko (1125–1866)
- Knížectví Croy
- Arenberské vévodství
- Hannoverské království (1814–1866)
- Hesensko–kasselské kurfiřtství
- Hesensko–homburské lankrabství
- Hesensko–darmstadské velkovévodství či Hesenské velkovévodství (1806–1918)
- Brunšvicko-lüneburské vévodství
- Řád německých rytířů
- Markrabství Severní marka
- Braniborské markrabství
- Pruské království (1701–1918)
- Západní Berlín (1949–1990)
- Německá demokratická republika (7. října 1949 – 3. října 1990)

## Rakousko
- Východní marka bavorská
- Štýrské markrabství
- Korutanské vévodství
- Tyrolské hrabství
- Salcburské arcibiskupství a knížectví

## Švýcarsko
- Schwyz (972–1291)
- Unterwalden (? – 1291)
- Uri (732–1291)
- Neuenburg (?–1814)
- Stará švýcarská konfederace (1291–1798)

## Rusko, Ukrajina a Bělorusko
- Drevljanské knížectví (poč. 9. století – 1045)
- Poljanské knížectví (poč. 9. století – 882)
- Slověnské (Ilmeňské) knížectví (poč. 9. století – 882)
- Kyjevská Rus (882–1157/1169)
- Kyjevské knížectví (1157–1240)
- Chazarská říše (750 – konec 10. století)
- Zlatá horda (1240–1502)
- Astrachaňský chanát (1460–1556)
- Kazaňský chanát (1438–1552)
- Krymský chanát (1449–1783)
- Nogajská horda (1450 – ?)
- Bulharsko Volžsko–Kamské (1. polovina 9. století – 1241)
- Tmutarakaňské knížectví (konec 10. století – 12. století)
- Polocké knížectví (10. století – 1240)
- Turovsko–pinské knížectví (10. století – konec 12. století)
- Muromské knížectví (1097–1239)
- Perejaslavské knížectví (1054–1239)
- Černigovské knížectví (polovina 11. století – 1246)
- Perejaslavské–zaleské knížectví (1176–1302)
- Suzdalské knížectví (1125 – konec 14. století)
- Vladimirsko–volyňské knížectví (polovina 12. století – 1199)
- Haličské knížectví (1144–1340/1352)
- Nižněnovgorodsko–suzdalské knížectví (1341–1392)
- Vladimirsko–suzdalské knížectví (10. století – 1389)
- Rostovské knížectví (11. století – 1474)
- Jaroslavské knížectví (11. století – 1463)
- Novgorodsko–severské knížectví (konec 11. století – polovina 14. století)
- Novgorodská republika (862–1478)
- Smolenské knížectví (1177/95–1404)
- Tverské knížectví (1247–1485)
- Rjazaňské knížectví (1129–1521)
- Pskovská republika (13. století – 1510)
- Moskevské knížectví (polovina 13. století – 1547)

## Polsko
- Polské království (1916–1918), tzv. „koruna“
- Svobodné město Gdaňsk (napoleonské války) (1807–1815)
- Krakovská republika (1815–1846)
- Svobodné město Gdaňsk (1919–1939)
- Polské království (1916–1918) (1916–1918)

## Rumunsko
- Dobrudža
- Sedmihradské knížectví (1541–1691)
- Moldavské knížectví (1359–1862)
- Valašské knížectví (1310–1862)

## Chorvatsko
- Panonské knížectví (? – 930)
- Dalmatské knížectví (? – 930)
- Neretvanské knížectví
- Republika Dubrovník (1308–1806)

## Srbsko
- Zeta (Duklja)
- Raška

## Řecko, Bulharsko a Turecko
- Byzantská říše (Východořímská říše) (395–1204, 1261–1453)
- Latinské císařství (1204–1261)
- Nikájské císařství (1204–1261)
- Achajské knížectví
- Athénské vévodství
- Thesalský despotát
- Soluňské království
- Epirský despotát
- Morejský despotát
- Vévodství Naxos
- Trapezuntské císařství (1204–1461)
- Spojené státy Jónských ostrovů (1815–1864)
- Východní Rumélie (1878–1908)

## Česko a Slovensko
- Marobudova říše (9/7 př. n. l. – 17 n. l.)
- Sámova říše (623? – 658?)
- Velkomoravská říše (833? – 907?)
- České knížectví (889? – 1198/1212)
- České království (1198/1212–1918)
- Moravské markrabství (1182–1918)

## Jiné zaniklé státy
- Římská říše (754 př. n. l. – 395 n. l.)
- Západořímská říše (395 n. l. – 476 n. l.)
- Franská říše (5. století) – území dnešní Francie, Belgie a západního Německa
- Uhry (Uhersko) (10. století – 1526) – území dnešního Maďarska, Slovenska, Chorvatska (bez Dalmácie), Srbska (Vojvodina), Rumunska (Sedmihradsko a Banát) a Ukrajiny (Podkarpatská Rus/Zakarpatská Ukrajina).
- Osmanská říše (1302–1924) – Balkán, Blízký východ, severní Afrika
- Spojené provincie nizozemské (Utrechtská unie) (1581–1795)
- Holandské království (1806–1810)
- Neutrální Moresnet (1816–1919)

### Moderní státy
- Bavorská republika rad (7. dubna – 3. května 1919)
- Slovenská republika rad (16. června – 7. července 1919)
- Maďarská republika rad (21. března – 1. srpna 1919)
- Slovenská republika (1939–1945)
- Protektorát Čechy a Morava (1939–1945)
- Československo (Československá republika (ČSR), Československá socialistická republika (ČSSR), Česká a Slovenská Federativní Republika (ČSFR) (1918–1939 a 1945–1992))
- Jugoslávie (Království Srbů, Chorvatů a Slovinců (KSHS, 1918–1929), Království Jugoslávie (KJ, 1929–1941/5), Demokratická federativní Jugoslávie (DFJ, 1943–1946), Federativní lidová republika Jugoslávie (FLRJ, 1946–1963), Socialistická federativní republika Jugoslávie (SFRJ, 1963–1992), Svazová republika Jugoslávie (SRJ, „srbsko-černohorská“ Jugoslávie, 1992–2003), Srbsko a Černá Hora (SCG, 2003–2006))
- Střední Litva (Republika Střední Litva) (1920–1922)
- Sovětský svaz (Svaz sovětských socialistických republik, SSSR) (1922–1991)
- NDR (Německá demokratická republika, Východní Německo) (1949–1990)
- Karpatská Ukrajina (15.–18. března 1939)